# Niord (1898)
Niord, officiellt HM Pansarbåt Niord, var ett pansarskepp i svenska flottan. Niord var det sist byggda fartyget av tre i Oden-klass, som hon bildade tillsammans med Oden och Thor. Hennes huvudbestyckning utgjordes av två 25,4 cm kanoner i två enkeltorn, ett i fören och ett i aktern, och den sekundära bestyckningen av sex 12 cm kanoner i en pansrad kasematt midskepps. Niord byggdes på Lindholmens Mekaniska Verkstad i Göteborg och sjösattes den 30 mars 1898. Den 23 februari 1899 levererades hon till flottan. Åren 1916–1917 genomgick Niord en betydlig ombyggnad då bland annat fartygets båda skorstenar byggdes samman och nya ångpannor installerades. Fartyget togs ur tjänst 1922 och var logementsfartyg för skeppsgossekåren i Marstrand under åren 1926–1939. 1944 utrangerades hon slutgiltigt och användes en tid som målfartyg för sprängförsök innan hon skrotades i Karlskrona året efter. Fartyget fick sitt namn efter guden Njord från nordisk mytologi.

## Utformning

### Skrov och pansar
Niords skrov byggdes helt i nitat stål med fören utformad till en rammstäv. Det var 84,8 meter långt i vattenlinjen (86,3 meter inklusive rammen), 14,77 brett och hade ett djupgående på 5,5 meter. Standarddeplacementet var 3 328 ton och det maximala deplacementet 3 720 ton.
Ett 1,48 meter högt bältpansar av Harvey-nickelstål skyddade fartygets vitala delar. Bältet sträckte sig över 50 meter av skrovsidan mellan huvudartilleriets barbetter, medan för- och akterskeppen saknade pansarskydd. Tillsammans med ett pansardäck bestående av två 2,4 cm tjocka lager plåt och pansarklädda skott bildades ett pansrat citadell som gav skydd åt fartygets maskinutrymmen och ammunitionsdurkar. Huvudartilleriets barbetter omgärdades av 20 cm tjockt pansar och de rörliga tornen av 19 cm i sidorna och 3 cm i taken. De sex 12 cm kanonerna i kasematten skyddades av 10 cm pansarplåt.

### Maskineri
Framdrivningsmaskineriet utgjordes av två stående trecylindriga trippelexpansionsmaskiner som också tillverkades av Bergsund. Dessa matades med ångan från sex Admiralty cylinderångpannor av eldrörstyp i två eldrum, varför fartyget försågs med två skorstenar. Ångmaskinerna drev varsin av pansarbåtens två propellrar via varsin axel. Maskineriet angav en samlad effekt på 5 350 indikerade hästkrafter (ihk). Niord fick därmed en maxfart på cirka 15 knop och en aktionsradie på 2 500 nautiska mil vid en fart av 10 knop..

### Bestyckning

#### Artilleri

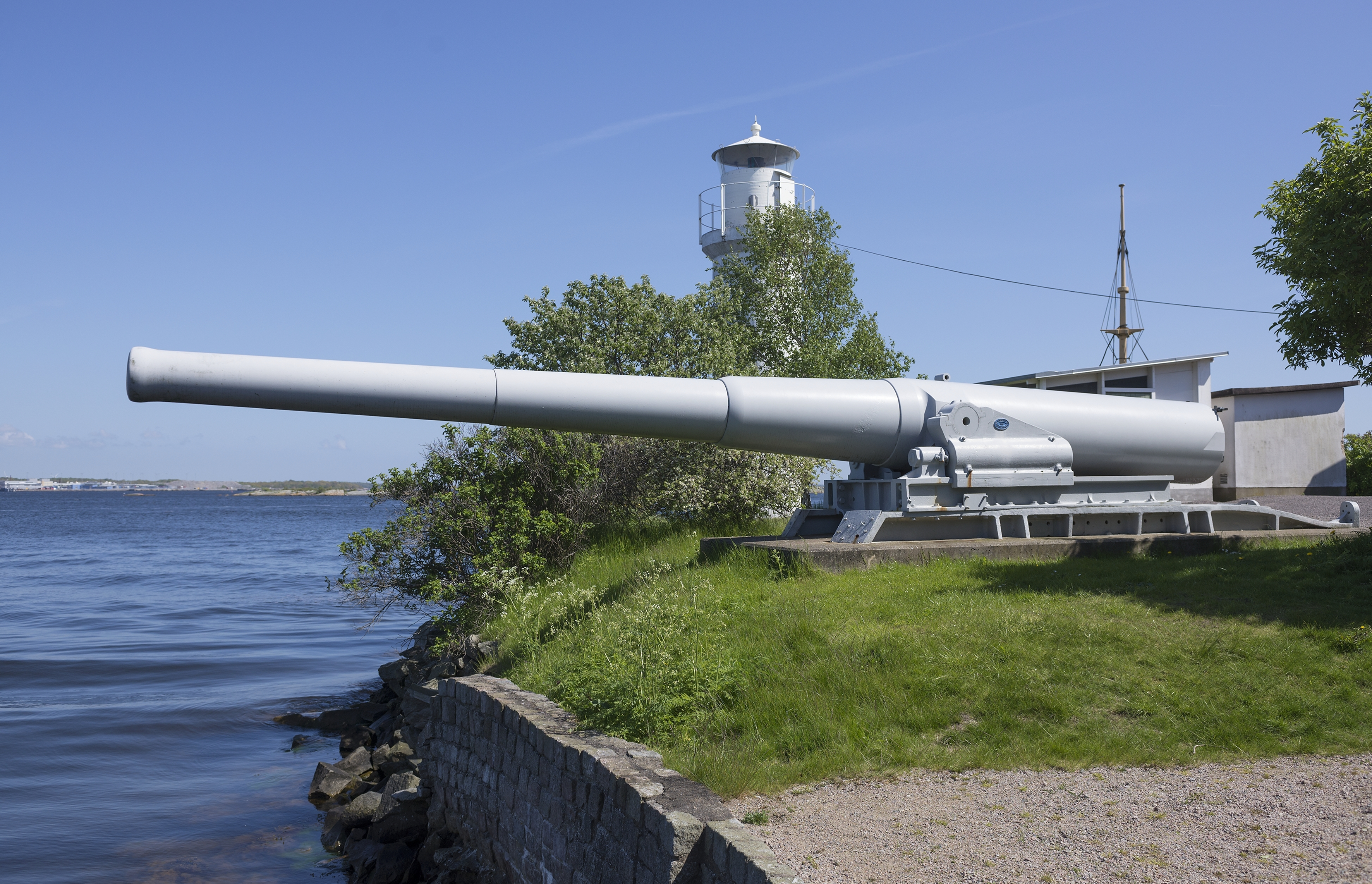
Niords aktra 25,4 cm kanon på Stumholmen i Karlskrona.

Niord var det första svenska pansarskeppet som försågs med svensktillverkat huvudartilleri. På grund av begränsningar inom den svenska kanonindustrin hade systerfartygens tunga pjäser fått importeras från utlandet. Vid byggandet av Niord anmälde dock det svenska företaget Bofors-Gullspång sitt intresse. Fartygets huvudartilleri kom således att bestå av två 25,4 cm kanoner med modellbeteckningen m/1894C, placerade i varsitt enkeltorn, ett i fören och ett i aktern. 25 cm kanonerna kunde avlossa en 204 kg tung projektil med en utgångshastighet av cirka 720 meter i sekunden. Den förliga kanonen hade en bestrykningsvinkel på 272° medan bestrykningsvinkeln för den aktra pjäsen var 298°.
Sekundärartilleriet utgjordes av sex 12 cm kanoner m/1894 som också tillverkades av Bofors. Bakladdningsmekanismen till kanonerna utvecklades av artillerikonstruktören Arent Silfversparre. Pjäserna kunde höj- och sidriktas separat och hade en för tiden mycket stor skottvidd på cirka 8 000 meter, och kunde avfyra 8–10 skott per minut. Den maximala eldhastigheten låg på 12 skott i minuten.

#### Antitorpedbåtsvapen och kulsprutor
Till skydd mot fientliga torpedbåtar, som fartygets tunga pjäser inte kunde bekämpa på grund av deras överlägsna fart, installerades en samling lättare kanoner och kulsprutor. I överbyggnaden placerades tio snabbskjutande 57 mm kanoner m/1889B, av vilka två ställdes upp på vardera förliga och aktra bryggan. Dessa pjäser hade en maximal räckvidd på cirka 5 000 meter och kunde avfyra en 2,722 kilo tung granat med en utgångshastighet på 705 meter i sekunden. Den maximala eldhastigheten var 35 skott per minut. I militärmastens märs fanns två 8 mm kulsprutor m/1895 av typen Maxim-Nordenfelt. Dessutom förde fartygens två ångslupar varsin 25 mm kulspruta m/1884.

#### Torpeder
I likhet med systerfartygen försågs Niord med torpeder. Torpedbestyckningen utgjordes av en 45,7 cm undervattenstub m/1893, som monterades i förstäven tätt under rammen.

## Historia
Sedan riksdagen beviljat medel till pansarbåten Oden 1895, anslogs följande år pengar till två snarlika systerfartyg som döptes till Thor och Niord.

### Byggnation och leverans
Lindholmens Mekaniska Verkstad i Göteborg fick uppdraget att bygga Niord för en kostnad av 1 870 600 kr. Fartyget kölsträcktes 1898 och sjösattes den 30 mars 1899. När utrustningsarbetena var klara levererades hon till marinen den 23 februari samma år.

### Moderniseringar

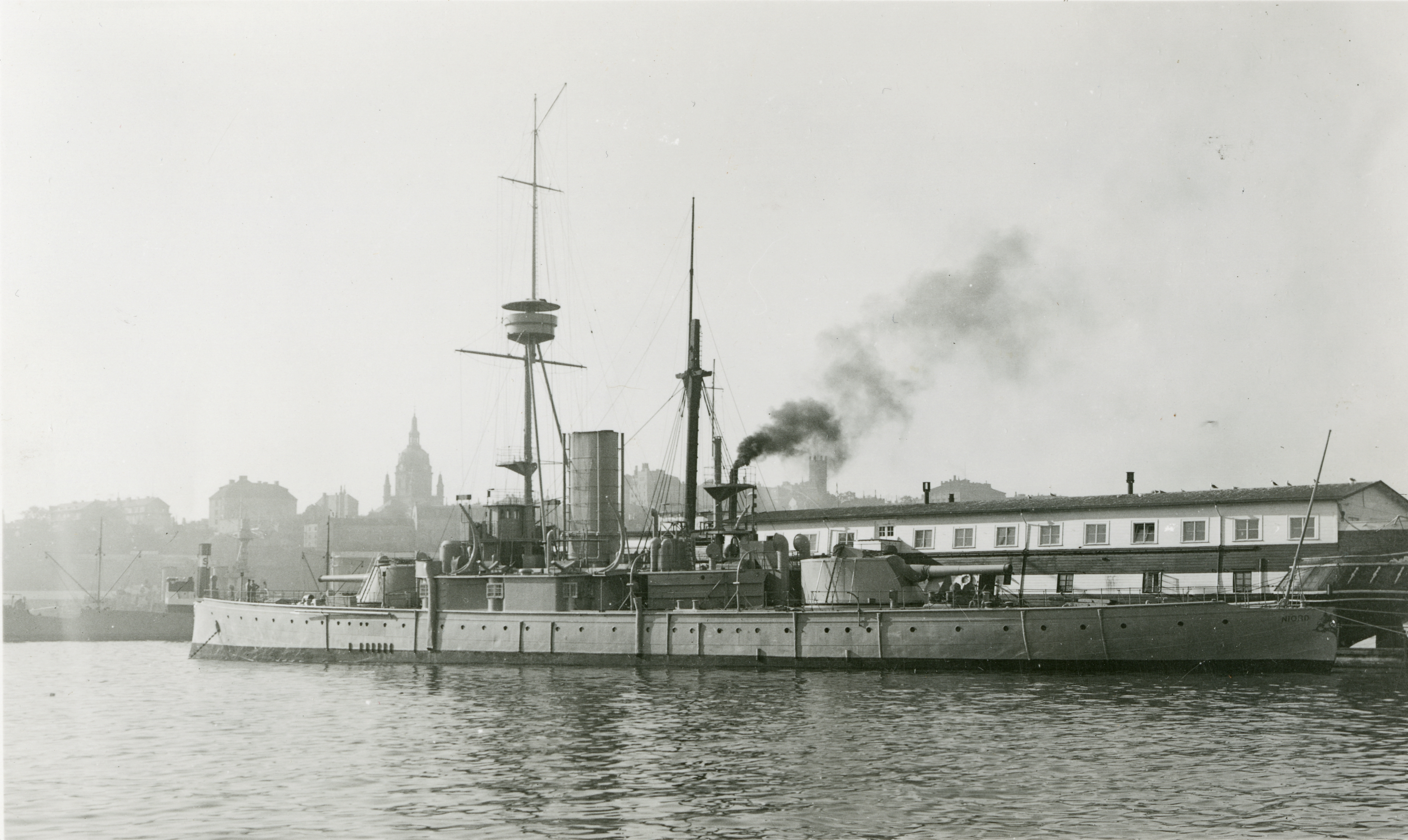
Niord vid kaj 1937. Fartygets båda skorstenar har nu byggts samman till en.

I takt med sjökrigsmaterielens utveckling moderniserades fartyget successivt. Under 1900-talets första år genomfördes flera mindre modifieringar. 1902 tillkom slingerkölar och fyra år senare installerades två snabbskjutande 37 mm kanoner m/1898B på ångsluparna. 1908 togs de två 8 mm kulsprutorna bort från bestyckningen.
Den kraftigaste ombyggnaden ägde rum under första världskriget. Moderniseringen utfördes på Karlskrona örlogsvarv mellan 1916 och 1917. Manöverbryggan flyttades något akteröver så att sikten från stridstornet blev bättre. Den kraftiga militärmasten ersattes av en lättare trebensmast akter om bryggan, som uppbar en lätt märs och ett signalrå. Den aktra masten avkortades. Nya pannor installerades och rökupptagen drogs samman i en enda, bredare skorsten. Fartygets maxfart kunde därmed höjas något.

### Utrangering och skrotning
1921 betraktades fartyget som alldeles för gammalt och slitet för att ha något realistiskt stridsvärde. Den 7 juli 1922 togs Niord därför i anspråk för bruk som logementsfartyg i Karlskrona, där hon ersatte linjeskeppet Stockholm. Sedan flyttades Niord, först till Hägersnäs flygstation och därefter till Stockholm. Hon kom tidvis att förläggas till skjutskolan på Hårsfjärden. 1931 då staden plågades av svår arbetslöshet ställdes fartyget till Stockholms stads förfogande och användes som bostad och utbildningsanstalt åt arbetslösa sjömän. 1935 ersatte hon korvetten Norrköping som logementsfartyg för skeppsgossekåren i Marstrand. Vid kårens nedläggning överfördes Niord åter till Stockholm och förtöjdes vid Märsgarn. Den enda bestyckning som nu återstod på fartyget var de två 25 cm kanonerna. Efter andra världskrigets utbrott 1939 installerades dock fyra 40 mm luftvärnskanoner m/1922.

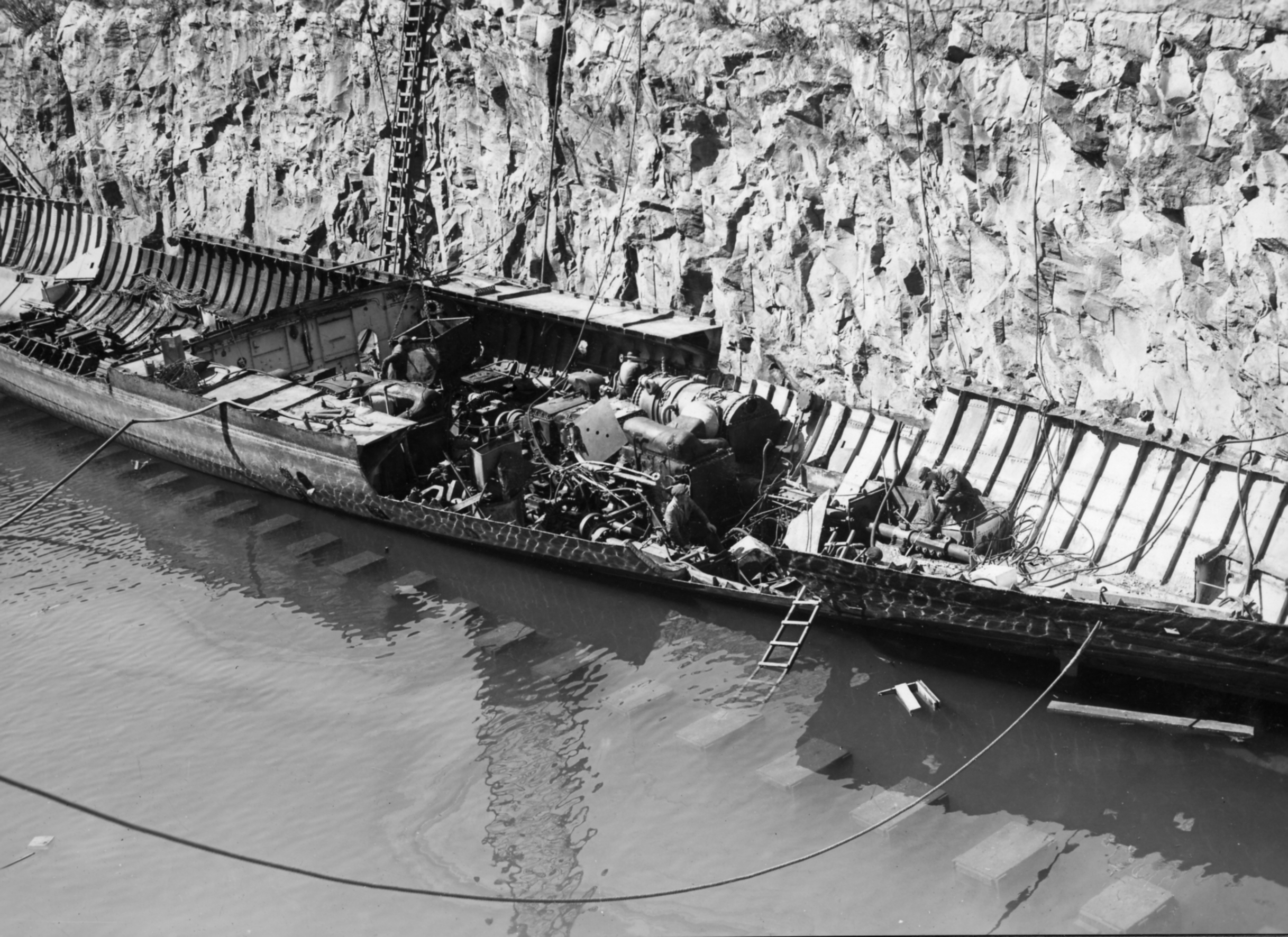
Resterna av Niord skrotas i Polhemsockan på Karlskronavarvet.

Niord utrangerades formellt 1944. Därefter beslutade man att använda henne som målfartyg för sprängförsök. Under sprängproven testade man bland annat verkan av flygbomber och minor. Sprängförsöken leddes av kommendör Henning Muhl. I tidskriften Sjöväsendet beskrev han de skador som uppstod i samband med testerna:
| ” | … Anblicken av det en gång så vältrimmade kadettfartyget var, då Niord efter avslutade försök återlämnades av sprängkommissionen, just inte att smeka sjömansögat. När fartyget inbogserades till varvet, med gapande hål under vattenlinjen i både för- och akterskepp och med kasematten till hälften bortsprängd, hade man intrycket, att det nyss deltagit i ett sjöslag. Och ändå hade sprängexperterna fått lägga band på sin förstörelselusta; förutsättningen för att Niord skulle få användas som försöksobjekt var, nämligen att hon inte fick sänkas. … Niords konstruktör och byggmästare bör i detta sammanhang ha en honnör för välgjort arbete. Det sätt, på vilket fartygets skrov motstått undervattenssprängningarna, vittnar nämligen gott om svensk skeppsbyggnadskonst vid sekelskiftet. | „ |

Det svårt skadade fartyget skrotades senare samma år på Karlskrona örlogsvarv. Hennes aktra 25 cm kanon skänktes till kustartilleriet för att användas som reserveldrör i batteri Slite på Gotland. Kanonen finns idag att beskåda på Stummholmen i Karlskrona.